# Liste der Hochhäuser in Buenos Aires
Dies ist eine Liste der höchsten Gebäude in der argentinischen Hauptstadt Buenos Aires. Aufgenommen wurden alle Gebäude ab einer Höhe von 100 Metern. Der erste Wolkenkratzer in Buenos Aires war der Palacio Barolo von 1923. Auf der Liste der Städte mit den meisten Hochhäusern befindet sich Buenos Aires derzeit insgesamt auf Platz 11, unter den Städten in Südamerika steht die Stadt auf Platz 3, nach São Paulo und Rio de Janeiro.
| Position | Name                                   | Höhe  | Stockwerke | Eröffnung |
| -------- | -------------------------------------- | ----- | ---------- | --------- |
| 1        | Alvear Tower                           | 235 m | 54         | 2019      |
| 2        | Torre Renoir II                        | 175 m | 50         | 2011      |
| 3        | Le Parc Figueroa Alcorta (Torre Cavia) | 173 m | 44         | 2009      |
| 4        | Torres El Faro (I + II)                | 170 m | 46         | 2003–2005 |
| 5        | Torres Mulieris Puerto Madero (I + II) | 161 m | 45         | 2009      |
| 6        | Torre Repsol-YPF                       | 160 m | 36         | 2008      |
| 7        | Torre Le Parc                          | 158 m | 51         | 1996      |
| 8        | Chateau Puerto Madero Residence        | 156 m | 48         | 2009      |
| 9        | Le Parc Puerto Madero (I, II + III)    | 144 m | 43         | 2005–2007 |
| 10       | Edificio Alas                          | 141 m | 41         | 1950      |
| 11       | Torres del Yacht (I + II)              | 141 m | 43         | 2010      |
| 12       | Torre BankBoston                       | 137 m | 35         | 2001      |
| 13       | Torre Renoir I                         | 135 m | 41         | 2008      |
| 14       | Chateau Libertador Residence           | 133 m | 40         | 2009      |
| 15       | Madero Office                          | 131 m | 31         | 2010      |
| 16       | Torres Mirabilia Palermo               | 129 m | 45         | 2007      |
| 17       | Edificio Kavanagh                      | 120 m | 29         | 1936      |
| 18       | Torre Alcorta                          | 120 m | 32         | 2009      |
| 19       | Torre Bellini                          | 116 m | 37         | unbekannt |
| 20       | Catalinas Plaza                        | 115 m | 29         | 1995      |
| 21       | Promenade Palermo                      | 112 m | 36         | 2008      |
| 22       | Torre Bouchard                         | 110 m | 30         | 1996      |
| 23       | Torre Central                          | 110 m | 40         | 2010      |
| 24       | Torre Unión                            | 106 m | 33         | 2006      |
| 25       | Torre Brunetta                         | 101 m | 33         | 1962      |
| 26       | Torre Avenida de Mayo                  | 101 m | 30         | 1985      |
| 27       | Palacio Barolo                         | 100 m | 18         | 1923      |